# Camarhynchus
Camarhynchus là một chi chim trong họ Thraupidae.

## Hình ảnh

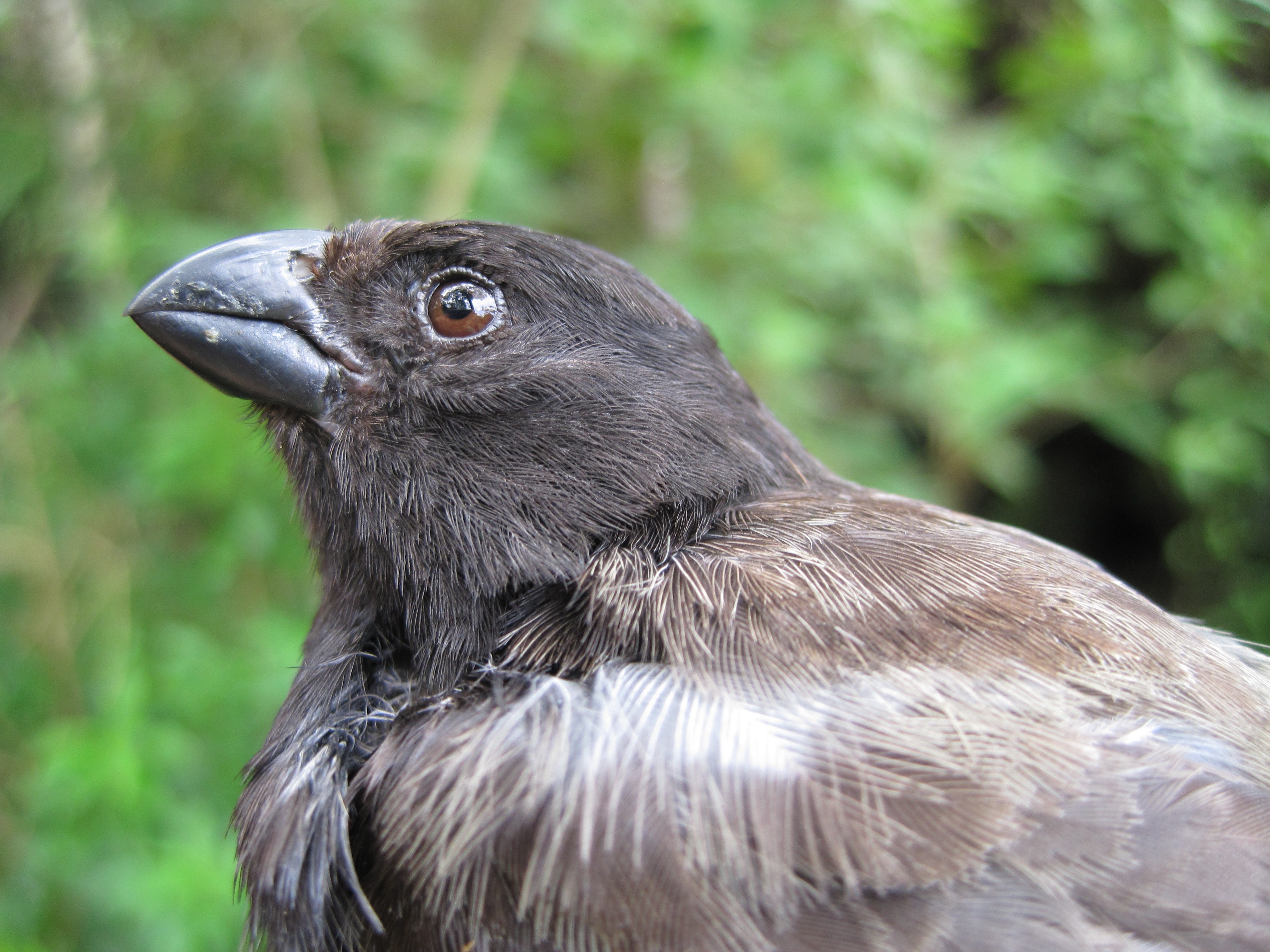
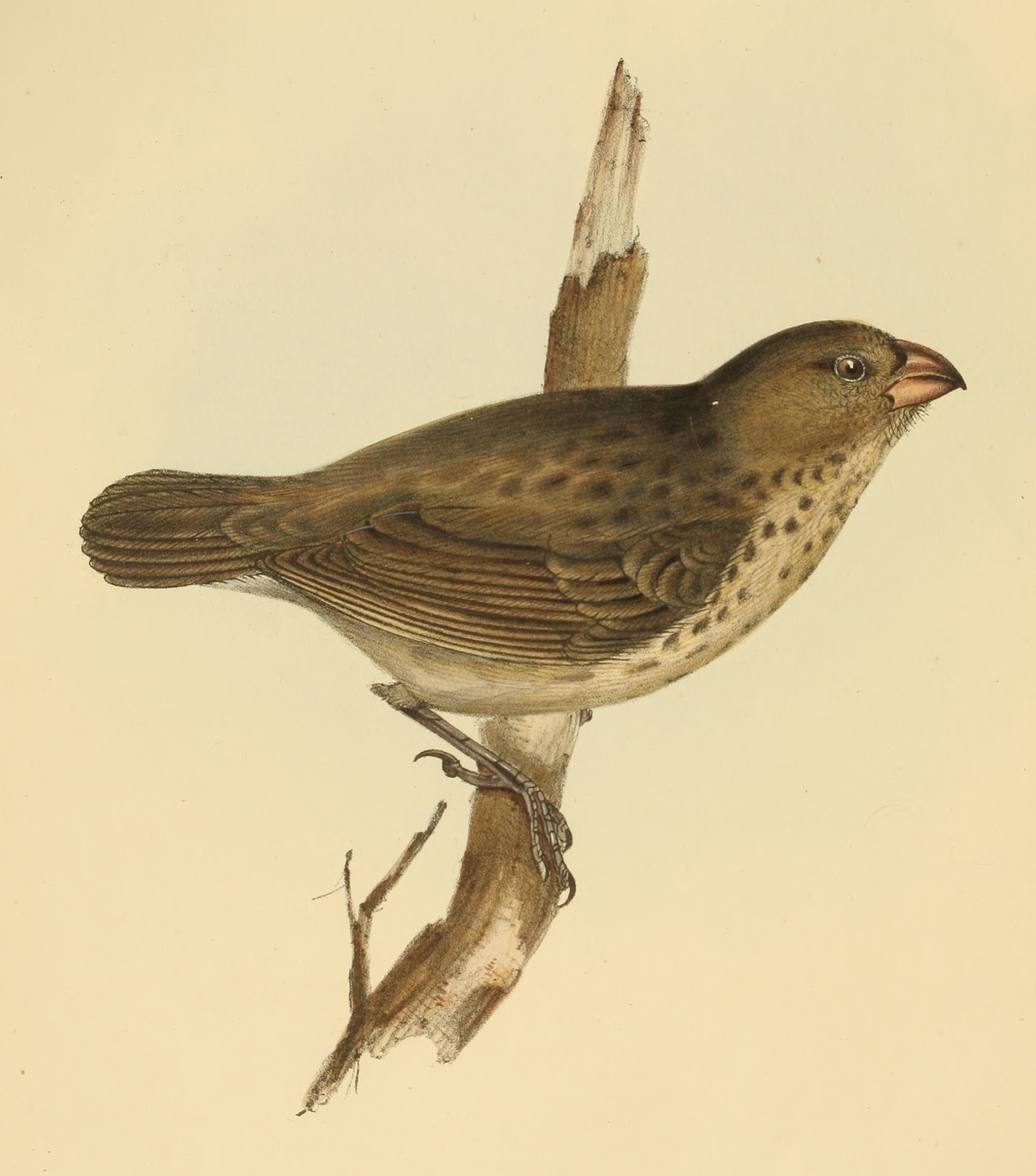
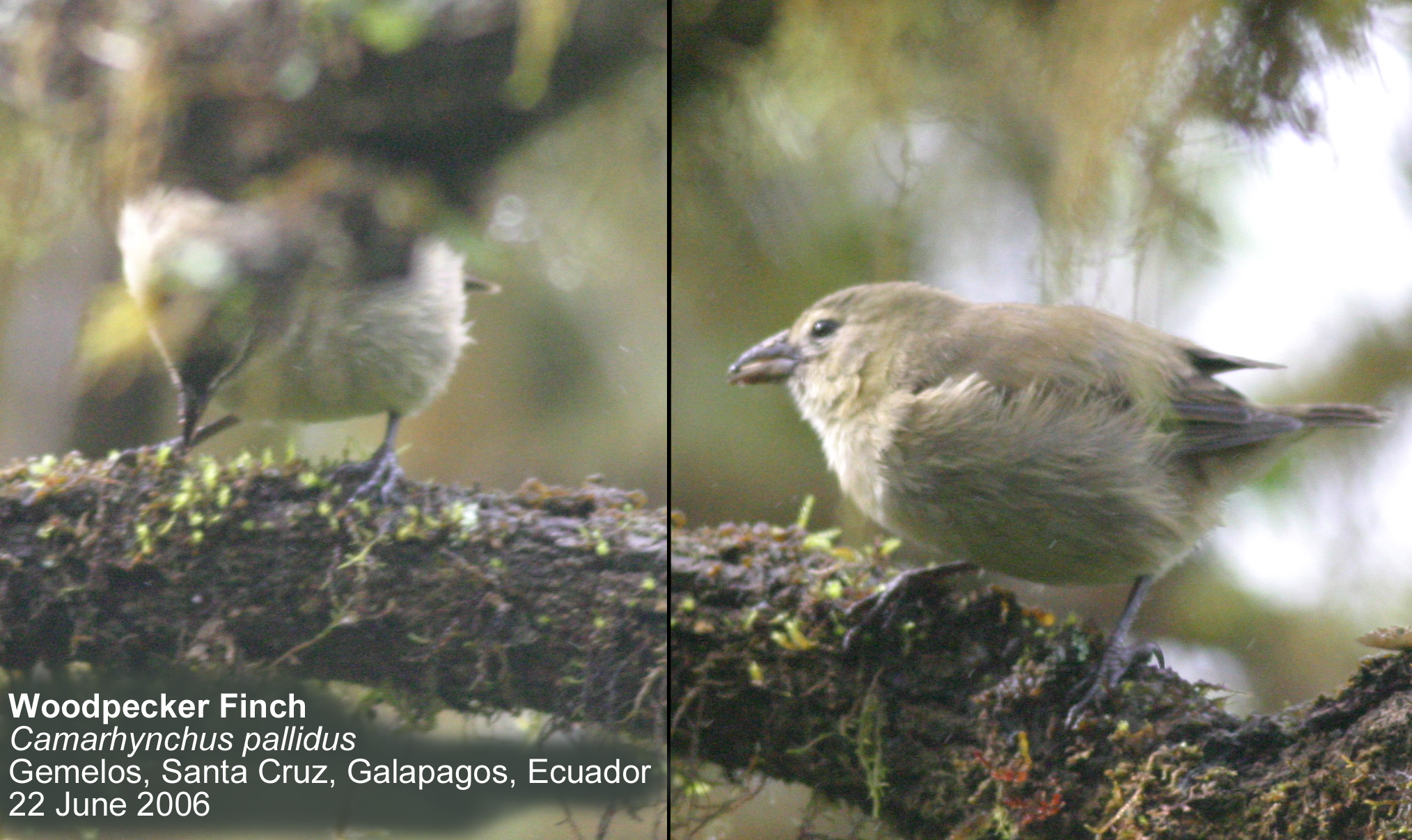